# Ébersviller
Ébersviller är en kommun i departementet Moselle i regionen Grand Est (tidigare regionen Lorraine) i nordöstra Frankrike. Kommunen ligger i kantonen Bouzonville som tillhör arrondissementet Boulay-Moselle. År 2022 hade Ébersviller 963 invånare.

## Befolkningsutveckling
Antalet invånare i kommunen Ébersviller
| Referens: INSEE |